# Lysimachia vulgaris

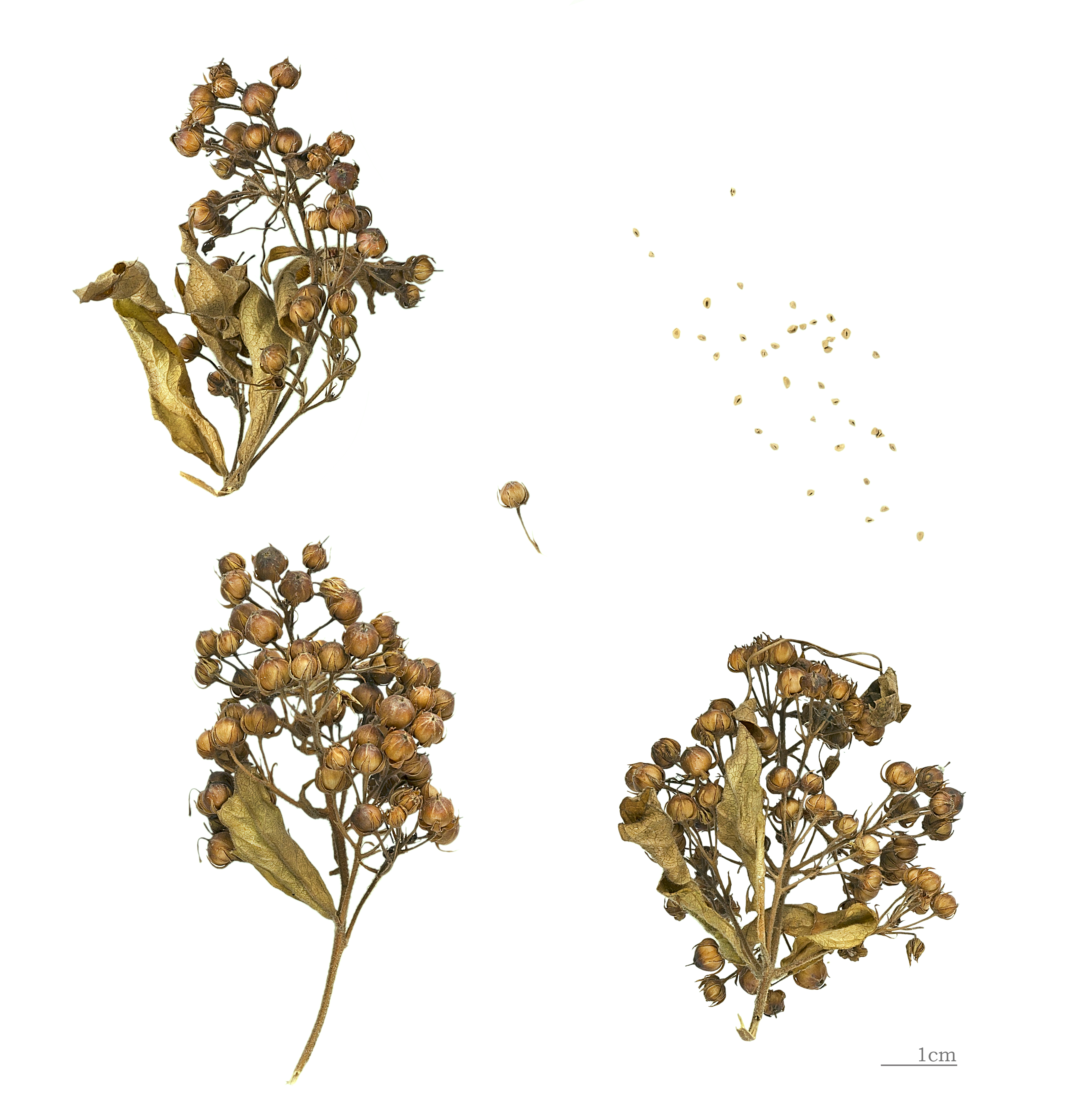
Lysimachia vulgaris

Lysimachia vulgaris o lisimaquia es una especie de planta fanerógama perteneciente a la familia Primulaceae. Es nativa de Europa meridional donde crece en los bordes de los ríos y lugares sombríos encharcados.

## Características
Es una planta herbácea con raíz perenne. Tiene los tallos ramificados, tomentosos y cuadrangulares. Las hojas son sésiles, grandes, enteras y anchas de 10 cm de longitud y 3 cm de ancho con la parte inferior cubierta de pelusilla y la superior de puntitos negros. Las inflorescencias se producen al final del tallo con flores amarillas de 1 cm de diámetro, la corola tiene cinco pétalos y su fruto es una cápsula globosa. 

## Propiedades
Es astringente y expectorante, recomendado para hemorragias nasales y heridas en general.

## Nombre común
Hierba de la sangre, hierba de las acequias, lisimaquia, lisimaquia amarilla, lisimaquia áurea, lisimaquia vulgar.

## Sinonimia
- Lysimachia capillaris Opiz, 1841
- Lysimachia davurica Ledeb., 1814
- Lysimachia dittrichii Opiz, 1841
- Lysimachia elata Salisb., 1796 nom. illeg.
- Lysimachia konradii Seidl in Opiz, 1841
- Lysimachia lutea Bubani, 1897 nom. illeg.
- Lysimachia mixta Merino, 1906
- Lysimachia paludosa Baumg., 1816
- Lysimachia tomentosa C.Presl, 1826
- Lysimachia westphalica Weihe, 1822[2]